# Crella erecta
Crella erecta är en svampdjursart som beskrevs av Claude Lévi 1963. Crella erecta ingår i släktet Crella och familjen Crellidae. Inga underarter finns listade i Catalogue of Life.